# Yacimiento arqueológico de La Escuera

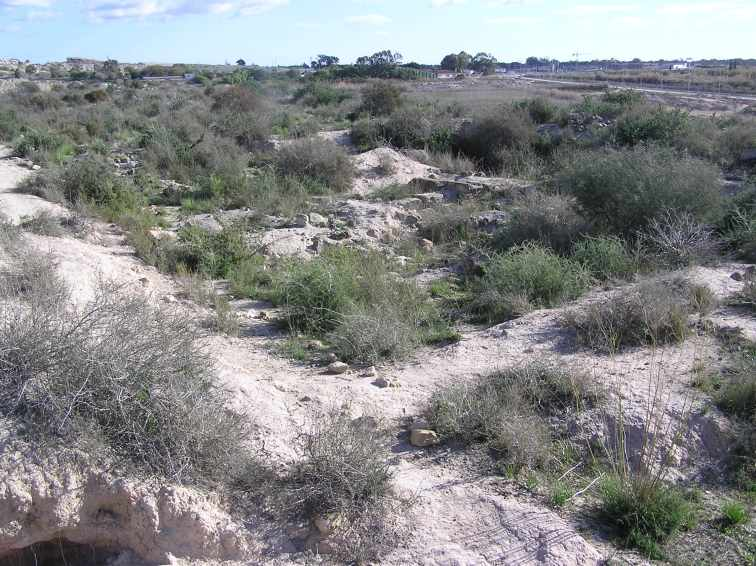
Restos del edificio excavado por Nördstrom.

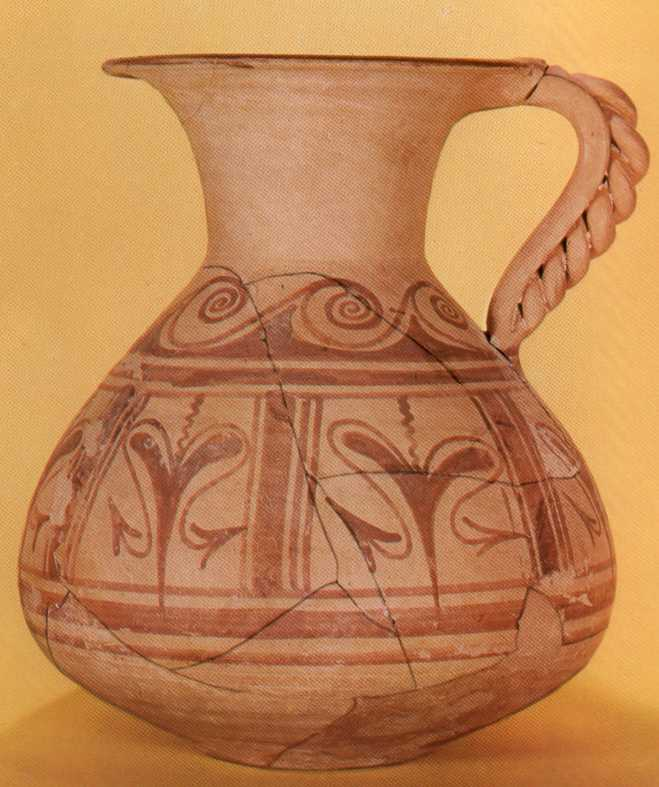
Jarra ibérica con decoración vegetal.

El yacimiento arqueológico de La Escuera, cuya época corresponde al ibérico pleno (finales del siglo V al II a. C.), está situado en el término municipal de San Fulgencio (Provincia de Alicante, España), en una ladera del barranco de la escuera. 
El yacimiento tiene una extensión estimada de 2,5 Ha y sólo una mínima parte ha sido excavada. Se sitúa en una ladera a 7-14 m sobre el nivel del mar, justo en el borde de lo que sería una gran albufera, situándose enfrente de Cabezo Lucero y Cabezo Soler en dirección sur. 
La superficie del mismo ha sido notablemente modificada por trabajos de abalancamiento del terreno para su aprovechamiento agrícola, y la construcción de sistemas de irrigación, con una cisterna en la parte más alta. Todas estas acciones han removido el terreno y han hecho aflorar abundante cerámica que permite estimar la gran extensión del yacimiento. En la actualidad, es posible observar lo que queda de la excavación realizada por L. Abad en los años 80. En la vecindad, el edificio excavado por Solveig Nordström en los 60, que fue interpretado como un templo ibérico, con algunos muros y restos de fustes. Las catas permiten apreciar que el nivel de los restos arquitectónicos se sitúa bastante profundo.
Entre los materiales obtenidos destaca la cerámica ibérica con decoración geométrica, cerámicas de cocina, jarras ibéricas con decoración vegetal, fragmentos de ánfora de tradición púnica e itálica, y fragmentos de cerámica de figuras rojas y de barniz negro, de origen griego. Lorenzo Abad propone que el abandono de La Escuera se produciría en las primeras décadas del siglo II a. C., y que tendría que ver con el desarrollo de la segunda Guerra Púnica.